# Ritmodelia
Ritmodelia is een Poolse percussieband die voornamelijk Braziliaanse muziekstijlen speelt. Zij traden live op in het Nationaal Stadion in Warschau tijdens het Europees kampioenschap voetbal 2012.
De band werd in 2003 opgericht door muzikanten uit Warschau die geïnteresseerd waren in street samba. De naam is een porte-manteau van het Portugese woord ritmo (ritme) en het Poolse woord psychodelia (psychedelica). In 2010 brachten ze het album It's not batucada! uit via het label CD Baby. In deze periode speelden ze ook batucada-ritmes, de titel van het album is dus vooral ironisch bedoeld.
Het aantal bandleden is veranderlijk, en kan variëren van 7 tot enkele tientallen bij liveoptredens. De band gebruikt traditionele Braziliaanse percussie-instrumenten zoals surdo, caixa, repinique, chocalho, agogô en cuíca. Daarnaast verwerken ze instrumenten uit andere werelddelen in hun muziek zoals djembé, shekere en karignan.
Live-optredens van Ritmodelia zijn erg beweeglijk. Naast hun optreden op Euro-2012 speelden ze op verschillende nationale en internationale festivals:
- Crossdrumming, Warschau (2005)
- Malta Internationaal Theaterfestival, Poznań (2006)
- Wrocław Non Stop, Wrocław (2006)
- Joods Cultuurfestival, Krakau (2007)
- Expo 2008, Zaragoza (2008)
- Top Trendy Festiwal, Sopot (2009)
- Kody, Lublin (2009)
- Herfsfestival, Warschau (2011)
- Internationaal Percussiefestival, Krakau (2011)
- Rahvapillilaager Võrumaal, Võru

De cd It's not batucada! is opgenomen in de kelders van het Camaldulenzenklooster in de Warschause wijk Bielany. Het album ontving recensies in Worldmusic.co.uk, Latin Beat Magazine, World Music Central en FolkWorld. In februari 2011 stond de band op de voorpagina van het slagwerktijdschrift The Black Page, met in dit nummer een lang interview met de leden.

## Discografie
- 2010: It's not batucada!